# Чепрано
Чепрано (итал. Ceprano) — коммуна в Италии, располагается в регионе Лацио, подчиняется административному центру Фрозиноне.
Население составляет 8312 человека (на 2004 г.), плотность населения составляет 234 чел./км². Занимает площадь 37 км². Почтовый индекс — 03024. Телефонный код — 0775.
Покровителем коммуны почитается святой Ардуин. Праздник ежегодно празднуется 28 июля.

## Палеоантропология
В 1994 году близ Чепрано была обнаружена черепная крышка человека вида Homo cepranensis.